# Spreo
Spreo é um género de passeriforme da família Sturnidae.
Este género contém as seguintes espécies:
- Spreo albicapillus
- Spreo fischeri
- African Pied Starling